# Iglesia del Salvador (Frúniz)
La iglesia del Salvador es un edificio situado en la localidad española de Frúniz, en la provincia de Vizcaya.

## Descripción
El edificio se encuentra en la localidad española de Frúniz, del municipio homónimo, perteneciente a la provincia de Vizcaya, en la comunidad autónoma del País Vasco. Se menciona como iglesia parroquial de la localidad en el octavo volumen del Diccionario geográfico-estadístico-histórico de España y sus posesiones de Ultramar de Pascual Madoz, donde aparece descrita con las siguientes palabras:

La igl. parr. [San Salvador], está servida por 2 beneficiados perpétuos que desempeñan el curato por nombramiento del diocesano, y por un sacristan.
(Madoz, 1847, p. 198)